# Šanghajský žebříček

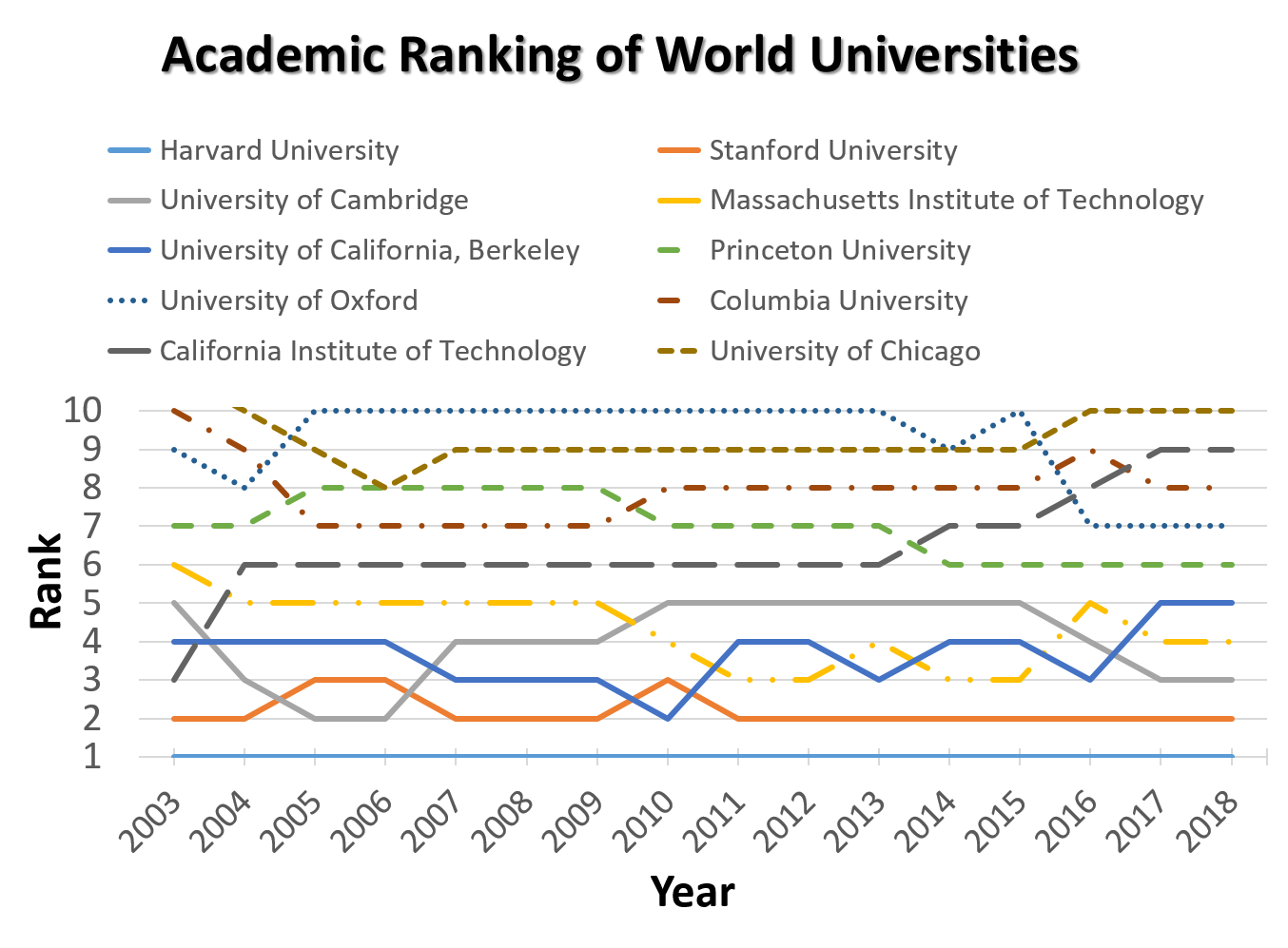
Žebříček světových akademií

Šanghajský žebříček (také Academic Ranking of World Universities – ARWU) je celosvětový žebříček každoročně hodnotící přes 1000 vysokých škol univerzitního typu. Prvních 100 univerzit je řazeno jednotlivě, dalších 400 pak na sdílených pozicích (po 50 či 100). Žebříček je sestavován Šanghajskou dopravní univerzitou od roku 2003. Hodnotící vzorec bere do úvahy absolventy s Nobelovou cenou a Fieldsovou medailí (10 %), akademické pracovníky s Nobelovou cenou či Fieldsovou medailí (20 %), vysoce citované akademické pracovníky v 21 kategoriích (20 %), počet článků uveřejněných pracovníky univerzit v časopisech Nature a Science (20 %), citační indexy SCI a SSCI (20 %) a poměr výše uvedených na jednoho akademického pracovníka. Původním cílem žebříčku bylo podle jeho tvůrců kvantifikovat rozdíl mezi čínskými univerzitami a nejlepšími světovými univerzitami. 
Z českých univerzit se na tomto žebříčku umísťuje přibližně osm univerzit. Dlouhodobě se v žebříčku umísťuje zejm. Univerzita Karlova v Praze, která se od roku 2005 drží na sdílené dvousté, resp. třísté pozici.